# Хреша (Источни Стари Град)
Хреша је насеље у општини Источни Стари Град, град Источно Сарајево, Република Српска, БиХ. Према попису становништва из 2013. године, у насељу је живјело 194 становника.

## Историја
Дејтонским споразумом, бивше насеље Хреша, које се налазило у општини Стари Град је подијељено између Републике Српске и Федерације БиХ. Већи дио насеља је остао у Источном Сарајеву, а мањи је припао федералном Сарајеву.

## Географија
Мјесна заједница Хреша обухвата насељена мјеста Хреша, Горње Биоско, Доње Биоско, Њеманица и Фалетићи.

## Становништво
| Националност       | 2013.      | 1991.        | 1981.        | 1971.        |
| Срби               | 194 (100%) | 244 (98,37%) | 259 (93,50%) | 328 (99,09%) |
| Хрвати             |            | 2 (0,8%)     | 0            | 0            |
| Муслимани          |            | 1 (0,4%)     | 0            | 1 (0,3%)     |
| Југословени        |            | 0            | 6 (2,1%)     | 0            |
| остали и непознато |            | 1 (0,4%)     | 12 (4,3%)    | 2 (0,6%)     |
| Укупно             | 194        | 248          | 277          | 331          |

| Демографија- | Демографија- | Демографија- |
| Година       | Становника   | Становника   |
| ------------ | ------------ | ------------ |
| 1948.        | 2.239        |              |
| 1953.        | 0            |              |
| 1961.        | 400          |              |
| 1971.        | 331          |              |
| 1981.        | 277          |              |
| 1991.        | 248          |              |
| 2013.        | 194          |              |

## Култура
Хреша припада парохији у Мокром чије је седиште Црква Успења Пресвете Богородице у Мокром.